# Liste de généraux français célèbres du XXIe siècle
 (signalé en juillet 2025).
Si vous disposez d'ouvrages ou d'articles de référence ou si vous connaissez des sites web de qualité traitant du thème abordé ici, merci de compléter l'article en donnant les références utiles à sa vérifiabilité et en les liant à la section « Notes et références ».
- Archive Wikiwix
- Bing
- Cairn
- DuckDuckGo
- E. Universalis
- Gallica
- Google
- G. Books
- G. News
- G. Scholar
- Persée
- Qwant
- (zh) Baidu
- (ru) Yandex

Cette liste contient les officiers généraux du XXIe siècle suffisamment notoires pour disposer d'un article Wikipédia.
- Haut – A
- B
- C
- D
- E
- F
- G
- H
- I
- J
- K
- L
- M
- N
- O
- P
- Q
- R
- S
- T
- U
- V
- W
- X
- Y
- Z

## C
- Laura Chaubard (1980-), première femme directrice générale de l'École Polytechnique, plus jeune générale de France

## L
- Monique Legrand-Larroche (1962-), première femme de France générale 4 et 5 étoiles